# اچ‌ام‌اس هرماینی
اچ‌ام‌اس هرماینی ممکن است به یکی از موارد زیر اشاره داشته باشد:
- اچ‌ام‌اس هرماینی (۱۷۸۲)
- اچ‌ام‌اس هرماینی (۱۸۹۳)